# Вауденберг, Люкас
Люкас Вауденберг (нидерл. Lucas Woudenberg; родился 25 апреля 1994, Вурден, Нидерланды) — нидерландский футболист, защитник французского клуба «Валансьен».

## Клубная карьера
Вауденберг — воспитанник футбольной академии клуба «Фейеноорд». В 2013 году для получения игровой практики Люкас на правах аренды перешёл в роттердамский «Эксельсиор». 7 сентября в поединке против МВВ Маастрихт он дебютировал в Эрстедивизи. По окончании аренды Вауденберг вернулся в «Фейеноорд». 1 марта 2015 года в матче против «Утрехта» он дебютировал в Эредивизи. Летом того же года Люкас на правах аренды перешёл в НЕК. 28 августа в матче против «Виллем II» он дебютировал за новую команду. 1 ноября в поединке против АЗ Вауденберг забил свой первый гол за НЕК. По окончании аренды Люкас вернулся в «Фейеноорд». В 2017 году он помог команде впервые за 18 лет выиграть чемпионат.
29 июня 2022 года подписал трёхлетний контракт с клубом «Виллем II».
5 августа 2023 года перешёл во французский «Валансьен».

## Международная карьера
В 2013 году Вауденберг в составе юношеской сборной Нидерландов выиграл юношеский чемпионат Европы в Литве. На турнире он сыграл в матчах против команд Литвы, Португалии и Испании.

## Достижения
Командные
«Фейеноорд»
- Чемпионат Нидерландов по футболу — 2016/17